# Semi-dolmen du Pla de les Egues
 Le semi-dolmen du Pla de les Egues est un dolmen situé à Boule-d'Amont, dans le département français des Pyrénées-Orientales. 

## Description
L'édifice a été découvert par Jean Abélanet au cours d'une prospection. Abélanet le qualifie de « semi-dolmen » car la tombe a été construite en réutilisant un bloc naturel émergeant du sol pour délimiter le côté oriental de la chambre. Le bloc naturel est prolongé par un orthostate de 1,75 m reposant désormais à plat sur le sol. Le côté occidental devait être constitué par la grande dalle (1,77 m de long), désormais couchée au sol, et par deux petites dalles disposées dans son prolongement qui émergent du sol, dont une pourrait correspondre à un autre bloc naturel émergeant. Le chevet est constitué d'une dalle de 0,93 m de long sur 0,20 m de large inclinée vers l'extérieur. La chambre devait ouvrir au sud-est. Des pierres plantées dans le sol, entre 0,90 et 1,50 m en périphérie de la chambre, pourraient correspondre aux vestiges du péristalithe du tumulus.